# Democracia celular
A democracia celular, conforme desenvolvido pelo economista político geolibertário Fred E. Foldvary, é um modelo de democracia baseado em estruturas de baixo para cima de vários níveis em pequenos distritos governamentais de bairro ou comunidades contratuais.

## Conselhos
Na democracia celular, uma jurisdição como um condado ou cidade é dividida em distritos de bairro com uma população de cerca de 500 pessoas, com cerca de 100 a 200 domicílios. Os eleitores do distrito elegem um conselho. O pequeno tamanho dos distritos permitiria eleitores mais informados a um custo menor. Representantes, mais um suplente, seriam eleitos para o conselho. Este seria um "conselho de nível 1".
Uma região contendo de 10 a 20 distritos de bairro votaria então em um "conselho de nível 2". Cada conselho de nível 1 elege um representante regular e um suplente para o conselho de nível 2 de seus próprios membros regulares. Uma outra região contendo vários conselhos de nível 2 seria composta por um conselho de nível 3, cada conselho de nível 2 elegendo novamente um representante titular e um suplente para o nível 3. O representante de nível 2 enviado ao conselho de nível 3 seria substituído por sua alternativa. A hierarquia continuaria indefinidamente, dependendo do tamanho do estado, ou mesmo indo para o topo do mundo.

## Divisão
Os conselhos poderiam ' separar ', criando um novo ramo de conselhos que seria incorporado de volta ao sistema.

## Tributação
Cada conselho de nível 1 poderia selecionar sua fonte de receita. Os impostos sobre a propriedade seriam prováveis, e Foldvary entende que um tributo sobre o valor da terra seria a opção mais eficiente, justa e não intrusiva. Todo conselho acima do conselho-1 recebe seu dinheiro do conselho abaixo dele.

## Construção do conceito
Fred Foldvary, em sua dissertação de doutorado (George Mason University, 1992) intitulada "Public Goods and Private Communities", aplicou a teoria dos bens públicos e da organização industrial para refutar o conceito de falha de mercado, incluindo estudos de caso de vários tipos de comunidades privadas. Seus interesses de pesquisa incluem ética, governança, economia fundiária e finanças públicas. Seu apoio ao geolibertarianismo (uma ideologia libertária que abraça a filosofia georgista da propriedade) e sua defesa das liberdades civis e do livre mercado lhe renderam um lugar de grande visibilidade no movimento geolibertário. Em 2000, ele concorreu ao Congresso no 9º Distrito da Califórnia como um libertário. Ele recebeu 3,3% do total de votos para terminar em terceiro entre os quatro candidatos na cédula.
Fred Foldvary escreveu sobre temas como o fim da escravidão nas plantações de chocolate; uma mudança de imposto verde para proteger o meio ambiente enquanto melhora a economia; reformar a democracia com votação em pequenos grupos; e resolução de conflitos territoriais com confederações e pagamento de aluguel de terras ocupadas. Três temas centrais e recorrentes da escrita de Foldvary são a ética universal, a democracia celular e a receita pública do aluguel da terra. Em 1998, ele previu que haveria uma recessão relacionada ao setor imobiliário em 2008 e um colapso da bolha tecnológica no ano de 1999 ou 2000. Em 2007, Foldvary publicou um livreto intitulado The Depression of 2008. Em um artigo de 2011, Mason Gaffney, professor de economia na UC Riverside, criticou a comunidade econômica por excluir e ignorar Foldvary.